# Мэссинджер, Филипп
Филипп Мэссинджер (англ. Philip Massinger 1583, Солсбери — 18 марта 1640, Лондон) — английский драматург — один из непосредственных преемников Шекспира.

## Биография
Биография его почти неизвестна. Установлено лишь, что материальное положение его всё время было плохое, и что он довольно рано выступил со своими драмами, сначала в сотрудничестве с Н. Фильдом, Т. Деккером и Дэборном. С 1601 или 1602 гг. учился в Оксфорде в течение 3 или 4 лет, но, вероятно по причине смерти отца, не смог окончить обучение. Три из его драм: «The Virgin Martyr» («Дева-мученица») (напечатана в 1622 году, представлена до 1620 года), «The Renegado» («Предатель») (представлена в 1624 году) и «The Maid of Honour» («Фрейлина») (напечатана в 1632 году) подали повод к утверждению, что Мэссинджер был католиком.

## Творчество
Драма о «Деве мученице» — св. Доротее, пострадавшей при Диоклетиане, — совершенный тип старинного миракля; на сцене происходит целый ряд чудес и перед зрителями появляется сам дьявол, сначала в виде человека, как слуга одного из преследователей, потом «в собственном облике», окруженный адским пламенем. Тон всей драмы — глубоко серьёзный и патетический; страсти преследователей и геройская самоотверженность мучеников переданы с большой драматической силой. В другой пьесе главным действующим лицом является иезуитский священник Франсиско, совершенно свободный от эгоизма, превозмогающий всякие опасности и препятствия для спасения душ и благотворно влияющий на всех окружающих. В третьей пьесе героиня выходит из чрезвычайно запутанного положения тем, что поступает в монастырь и из имения своего треть передает женской обители, треть на благотворительность, а треть оставляет своему верному, но для неё непривлекательному поклоннику; заключение пьесы ставит её в пример «всем благородным девам». Очевидно, Мэссинджер был чужд тогдашней народной ненависти к католичеству и вполне доступен пониманию высоких стремлений, возможных в среде римской церкви. До сих пор ещё, однако, не выяснено, каким образом такие пьесы могли находить симпатизирующую им публику в эпоху Иакова I. Лучшие их стороны рассчитаны скорее на глубокомысленных политиков, моралистов и психологов, чем на обыкновенную театральную публику.
Лишь одна из драм Мэссинджера, не имеющая ничего общего с религиозными тенденциями: «New Way to Pay Old Debts» («Новый способ платить старые долги») (напечатана в 1633 году) до сих пор удержалась на сцене, главным образом благодаря центральной фигуре, сэру Джайльсу Оверричу, своего рода коммерческому Ричарду III, помеси «льва и лисицы», дающей хороший материал для актера; в остальных фигурах этой пьесы мало жизни.
Драма «Fatal Dowry» («Роковое приданное») (напеч. в 1632 г.), которую Мэссинджер написал в сотрудничестве с Фильдом, отчасти была пробуждена к новой жизни благодаря Роу (см.), взявшему её в основу своей «Fair Penitent» (1703).
По признанию самого Мэссинджера, «лучшее порождение его Минервы» — драма «Roman Actor» («Римский актёр»). Это психологическая картина тирана Домициана и последствий, какие деспотическое правление влечет за собой для самого деспота и его двора. С большой силой изображены здесь, в ряде оживленных сцен, интриги и контринтриги, рост сикофантства, падение честности, усиление жажды крови, окончательный триумф духа мщения.
Не лишены силы и «Duke of Milan» («Герцог Миланский») и «Great Duke of Florence» («Великий герцог Флорентийский»). Пьеса Мэссинджера «City Madam» («Леди-горожанка») является предшественницей получивших впоследствии большое распространение так называемых салонных пьес, a «The Bondman» («Виллан, крепостной») — одно из первых отражений на сцене рабочего вопроса.
Характеры и действия у М. всегда представлены с большой ясностью; главная его сила — в изображении перипетий одной господствующей страсти. Действие у него подвигается вперед очень быстро, с возможно меньшим числом отступлений. Язык Мэссинджера очень ровный; в патетических местах ему недостает огня и определённости. Побочные персонажи, в сравнении с шекспировскими, кажутся бледными и безжизненными. Многие пьесы Мэссинджера утеряны. Новейшее издание сохранившихся 19 пьес принадлежит Кеннингэму (1870). Избр. соч. М. изд. Симонсом в «Mermaid Series» (т. IV и V, Л., 1887—89).

## Сочинения на русском языке (переводы)
- Мэссинджер Ф. «Новый способ платить старые долги» (« Новое средство платить старые долги»), пер. Грановского Т. Н. и Корша Е. Ф., 1844 г. (Не опубл.).
- То же, пер. Яхонтовой М. А. / « Современники Шекспира». Сборник пьес. Т. 2, М., « Искусство», 1959 г. С. 281—402.
- Мэссинджер Ф. «Герцог Миланский», пер. Бредихина Ф. А. / Журн. « Кругозор», М. 1880 г. № 17, с. 1 — 10, № 18, с. 1 — 8 , № 19, с. 2 — 11, № 20, с. 1 — 9. То же в кн. Бредихин Ф. А., « Литературные переводы», Иваново, « Референт», 2016 г.
- Мэссинджер Ф. и Флетчер Д. «Испанский священник», пер. Лозинского М. Л., М., Гослитиздат, 1935 г. То же: М.-Л., «Искусство», 1938, 192 стр. (Б-ка мировой драматургии), 1940, 1954 гг. В кн.: Бомонт Ф., Флетчер Д., « Пьесы. В 2-х томах». Т. 2. (Б-ка драматурга), М.-Л., «Искусство», 1965 г. С. 351—451.
- Мэссинджер Ф. «Госпожа из Сити», пер. Яхонтовой М. А., М., «Искусство», 1960 г. 167 стр.